# Kakamegaskogen
Kakamegaskogen är en regnskog nära Kakamega i västra Kenya. Det är Kenyas enda regnskog och utgör ett fragment av Guineo-Kongolesiska regnskogen som en gång täckte stora delar av centrala och östra Afrika. De norra delarna av regnskogen skyddas av Kakamega skogsreservat.
Hela skogen täcker omkring 240 km², varav ungefär hälften är egentlig regnskog. Flera floder rinner från skogen, bland dem Lsiukhufloden och Yalafloden.
Den genomsnittliga årsnederbörden är över 2 000 millimeter. Regnet faller huvudsakligen mellan april och november,